# Dlouhý Most

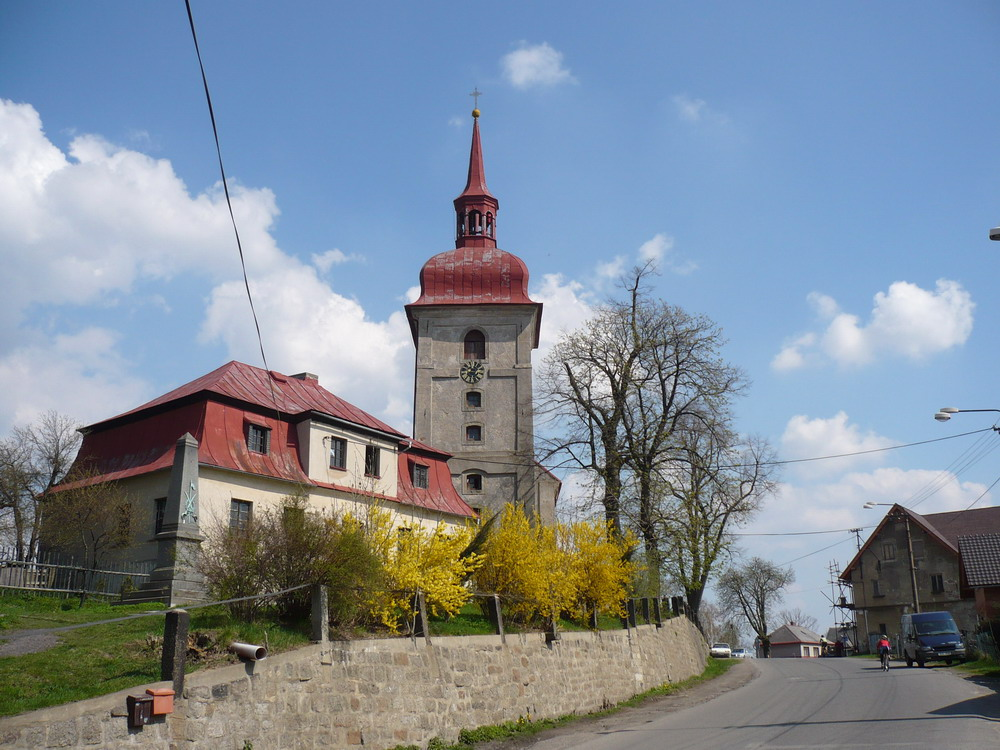
Pfarrkirche St. Laurentius

Dlouhý Most (deutsch Langenbruck) ist eine Gemeinde in Tschechien. Sie liegt sieben Kilometer südlich des Stadtzentrums von Liberec und gehört zum Okres Liberec.

## Geographie
Dlouhý Most befindet sich im Jeschkengebirge auf einer Anhöhe zwischen den Talmulden der Neißezuflüsse Luční potok und Doubský potok. Südlich des Dorfes verläuft die Wasserscheide zwischen Oder und Elbe; der bei Javorník entspringende Jeřmanický potok entwässert nach Süden in die junge Mohelka. Im Osten erhebt sich der Císařský kámen (Kaiserstein, 637 m) und im Südwesten der Javorník (684 m). Östlich des Ortes verläuft die Schnellstraße R 35 / E 442. Die Bahnstrecke Pardubice–Liberec durchquert Dlouhý Most.
Nachbarorte sind Vesec und Vratislavice nad Nisou im Norden, Proseč nad Nisou im Nordosten, Nový Svět, Milíře, Fibich und Horní Podlesí im Osten, Dolánky, Rádlo und Jeřmanice im Südosten, Javorník im Süden, Rašovka im Südwesten, Šimonovice im Westen sowie Minkovice und Doubí im Nordwesten.

## Geschichte
Langenbruck entstand als deutsche Köhlersiedlung an einem Landessteig aus der Oberlausitz ins böhmische Binnenland. Es wird vermutet, dass der Name des Dorfes auf eine hölzerne Brücke zurückgeht, über die der Steig durch das Sumpfland am Pass zum Mohelkatal geführt wurde. Erstmals urkundlich erwähnt wurde das zur Herrschaft Aicha gehörige Dorf im Jahre 1547, als nach dem Ständeaufstand die Güter Adams von Wartenberg durch Ferdinand I. konfisziert wurden. 1552 kaufte Johann von Oppersdorff die Herrschaft Aicha. Dessen Neffen Georg und Friedrich von Oppersdorff, Freiherren von Aich und Friedstein, verkauften den Besitz 1590 an Zikmund Smiřický von Smiřice. Dieser ließ auf dem Friedhof über dem Dorf eine evangelische Holzkirche errichten. Albrecht von Waldstein, eignete sich die Herrschaft 1612 an, indem er den Erben, sein Mündel Jindřich Jiří Smiřický, bei Erreichen der Volljährigkeit für schwachsinnig erklärte. Langenbruck blieb von den Kämpfen des Dreißigjährigen Krieges zunächst verschont. Nach der Ermordung Wallensteins 1634 jedoch wurde das Dorf in der zweiten Kriegshälfte geplündert, verheert und entvölkert. Zum Ende des 17. Jahrhunderts erfolgte der Wiederaufbau. In dieser Zeit wurde auch die Holzkirche durch eine steinerne ersetzt.
Während des Siebenjährigen Krieges schleppte das Kriegsvolk die Pest nach Langenbruck ein. Am 15. November 1813 wurde Langenbruck, so die Chroniken, nachts für einige Sekunden durch ein gelbes Licht hell erleuchtet. Im Jahre 1838 kaufte der französische Fürst Camill de Rohan die Herrschaft Aicha für 512.000 Gulden. Nach der Aufhebung der Patrimonialherrschaften bildete Langenbruck / Dlouhomostí ab 1850 eine Gemeinde im Gerichtsbezirk Reichenberg bzw. im Bezirk Reichenberg. 1869 lebten in den 347 Häusern der Gemeinde 1.087 Menschen. Bis 1910 stieg die Einwohnerschaft auf 1.363 an und Langenbruck bestand aus 205 Wohnhäusern.
Während des Deutschen Krieges kam es am 24. Juni 1866 vor der Schlacht bei Podol in Langenbruck zu Barrikadenkämpfen zwischen preußischen Ulanen und böhmischen Husaren. Nach dem Rückzug der Österreicher wurde das Dorf von preußischen Soldaten besetzt und verwüstet.
Zu Zeiten der ersten Tschechoslowakischen Republik war Langenbruck eine Hochburg der Sozialdemokraten. 1930 hatte Langenbruck 1.190 Einwohner. Nach dem Münchner Abkommen wurde Langenbruck 1938 dem Deutschen Reich im Verband des Protektorats Böhmen und Mähren zugeschlagen. Die Gemeinde gehörte bis 1945 zum Landkreis Reichenberg. 1939 lebten in Langenbruck 950 Menschen. Während der Besetzung entstand in dem Dorf eine nationale Widerstandsgruppe, die von den Nationalsozialisten zerschlagen wurde.
Nach dem Ende des Zweiten Weltkrieges kam Dlouhý Most zur Tschechoslowakei zurück und wurde dem Okres Liberec-okolí zugeordnet. Am 16. Juni 1945 erfolgte die Vertreibung der deutschen Bewohner, die auf dem Bahnweg in Kohlenwaggons in das polnisch besetzte Schlesien abgeschoben wurden. 1946 wurde Javorník eingemeindet. Im Jahre 1961 wurde die Gemeinde Teil des Okres Liberec zugeordnet. 1974 brannte die berühmte Ausflugsgaststätte „Riesenfass“ auf dem Javorník ab. 1980 erfolgte die Eingemeindung von Šimonovice und Jeřmanice. Mit Beginn des Jahres 1986 wurde Dlouhý Most unter dem Namen Liberec XXXVI-Dlouhý Most in die Stadt Liberec integriert. Seit 1993 besteht die Gemeinde wieder.

## Gemeindegliederung
Für die Gemeinde Dlouhý Most sind keine Ortsteile ausgewiesen. Grundsiedlungseinheiten sind Dlouhý Most (Langenbruck) und Javorník (Jaberlich). Zu Dlouhý Most gehört außerdem die Ansiedlung Horní Podlesí (Buschloch).
Das Gemeindegebiet gliedert sich in die Katastralbezirke Dlouhý Most und Javorník u Dlouhého Mostu.

## Sehenswürdigkeiten
- Pfarrkirche des hl. Laurentius, erbaut 1696 bis 1699 anstelle einer Holzkirche; zur Pfarre gehört auch die Filialkirche des hl. Antonius von Padua in Rašovka.
- Obere und untere Kapelle in Javorník
- Gedenkstein an die Kämpfe im Deutschen Krieg, errichtet 1905
- Berg Císařský kámen (Kaiserstein, 637 m), so genannt seit einem Besuch Kaisers Joseph II. im Jahre 1788
- Berg Javorník (Jaberlich, 684 m), von 1899 bis 1945 mit dem Riesenfass ein beliebtes Ausflugsziel

## Söhne und Töchter der Gemeinde
- Franz Lefler (1831–1898), österreichischer Maler
- Ernst Sedlac (1876–1917), böhmischer Journalist und Schriftsteller
- Bruno Hübner (1899–1983), deutscher Schauspieler